# ذي سمعة (يريم)

تعديل مصدري - تعديل

ذي سمعة محلة تابعة لقرية الغول، التابعة لعزلة بني مسلم بمديرية يريم إحدى مديريات محافظة إب في الجمهورية اليمنية.، بلغ تعداد سكانها 117 حسب تعداد اليمن لعام 2004.